# Мосин, Александр Фёдорович
Александр Фёдорович Мосин (8 января 1952, Савино, Савинский район, Ивановская область, СССР) — советский футболист, вратарь.

## Карьера
Воспитанник группы подготовки вологодского «Динамо».
В 19 лет попал в дублирующий состав московского «Динамо». За него Мосин выступал на протяжении 4 лет. С 1975 по 1977 гг. голкипер играл в минском «Динамо». За него он провел 18 игр. В Высшей лиге Мосин сыграл за минчан 3 матча, в которых пропустил 4 мяча.
В дальнейшем, он за ряд команд Второй советской Лиги: «Зенит» (Ижевск), «Сатурн» (Рыбинск), «Подолье» (Хмельницкий).
Последним клубом в карьере Александра Мосина был красногорский «Зоркий». За него он играл в течение 8 лет. Всего за эту команду в первенствах страны вратарь провел 181 встреч. Из них 3 матча он отыграл в качестве полевого игрока.